# Euphyia pacanagliensis
Euphyia pacanagliensis là một loài bướm đêm trong họ Geometridae.